# Контский, Фаддей Мартынович
Фадде́й (Тадеуш-Сигизмунд-Казимир) Мартынович Ко́нтский (8 декабря 1885, Минск, Минский уезд, Минская губерния, Российская империя ― 22 сентября 1977, Петродворец, Ленинградская область, РСФСР, СССР) ― польский российский деятель здравоохранения, врач-педиатр. Основатель педиатрической службы в Марийском крае, организатор Йошкар-Олинской детской городской больницы (1921). Заслуженный врач Марийской АССР (1942). Участник Первой мировой войны.

## Биография
Родился 8 декабря 1885 года в Минске ― ныне столице Белоруссии в семье польских интеллигентов. В 1888 году его отец был направлен в Царевококшайский уезд лесничим. 
В 1911 году с отличием окончил медицинский факультет Казанского университета.
С 1912 года ― в г. Царевококшайске (ныне ― г. Йошкар-Ола): уездный врач, инициатор создания при земстве специализированной медицинской помощи детям. 
В 1914―1920 годах ― на военно-медицинской службе. Был участником Первой мировой войны: работал в госпиталях Казани, Симбирска, Вятки, где и застала его Великая Октябрьская социалистическая революция.
С 1920 года ― в Краснококшайске: первый в Марийском крае врач-педиатр, в 1920 году ― организатор первой детской амбулатории, в 1921 году  ― организатор детской больницы. Успешно боролся с трахомой, туберкулёзом, ангиной, скарлатиной и другими детскими и взрослыми болезнями.  В 1925―1926 годах был участником строительства вечерней амбулатории.
В начале 1930-х годов ― преподаватель фельдшерско-акушерской школы, с 1934 года ― врач медсанчасти НКВД и партийного диспансера. 
2 июля 1938 года арестован как агент польской разведки. Через 5 месяцев освобождён. 
Является автором книг «Учись беречь здоровье», «Врач и больной», «Сердце ― удивительный орган», «Ф. Контский. Фрагменты автобиографии» (2016). Главный труд его жизни ― «Врач и больной» выдержал 4 издания и разошёлся в 30-ти городах СССР.
В 1942 году ему присвоено почётное звание «Заслуженный врач Марийской АССР». Награждён орденом Святого Станислава 3-й степени и медалями, а также дважды – Почётной грамотой Президиума Верховного Совета Марийской АССР.
В конце жизни уехал в Петродворец, где и скончался 22 сентября 1977 года. Сначала был похоронен там же, но затем его прах перезахоронен в Варшаве в фамильном склепе. 

## Признание заслуг
- Заслуженный врач Марийской АССР (1942)[1]
- Орден Святого Станислава III степени[1]
- Медаль «За доблестный труд в Великой Отечественной войне 1941—1945 гг.»
- Почётная грамота Президиума Верховного Совета Марийской АССР (1941, 1960)[1]

## Память
- В октябре 2014 года в Национальном музее Республики Марий Эл им. Т. Евсеева открылась выставка, посвящённая жизни и деятельности врача Ф. М. Контского. На выставке были представлены семейные фотографии Контских, личные вещи и медицинские инструменты врача, уникальные документы, рецептурные бланки, амбулаторные карты 1920-х годов[2][8].
- В экспозиции «Марийский край. Вехи истории» Музея истории и археологии ― отдела Национального музея Республики Марий Эл имени Т. Евсеева представлены некоторые личные вещи и медицинские инструменты Ф. М. Контского.
- Его имя внесено в Книгу памяти Марий Эл[3].
- В 2015 году на набережной Йошкар-Олы около нового медицинского центра вблизи Гоголевского моста планировалась установка памятника Ф. М. Контскому[9][8].